# Mistrz z Saint-Germain-des-Pres
Mistrz z Saint-Germain-des-Pres – anonimowy malarz działający ok. roku 1500 w Paryżu. 
Prawdopodobnie pochodził z Kolonii. Jest autorem obrazu Pietà z Saint-Germain-des-Pres znajdującego się w Luwrze, od którego otrzymał swój przydomek. Na obrazie prócz sceny Piety przedstawił rzeczywisty krajobraz piętnastowiecznego Paryża: opactwo Saint-Germain-des-Pres, Luwr za rzeką a obok niego pałac rodu Burbonów zwany Hôtel du Petit-Bourbon, kościół św. Eustachego oraz w oddali wzgórze Montmartre i kościół św. Piotra.